# 荒川区路上男性会社員刺殺事件
荒川区路上男性会社員刺殺事件（あらかわくろじょうだんせいかいしゃいんしさつじけん）とは、2011年（平成23年）11月に東京都荒川区で発生した殺人事件。警視庁による正式な呼称は東日暮里三丁目先路上刃物使用殺人事件。
発生から1年後の2012年（平成24年）11月から捜査特別報奨金制度の対象事件となった。
2025年（令和7年）現在も犯人の特定・逮捕には至っておらず未解決事件となっている。

## 概要
2011年（平成23年）11月28日午後10時25分頃、荒川区東日暮里三丁目28番先路上でタクシー運転手がスーツ姿の若い男性が背中から出血しているのを発見、「男性が背中を刺され、血を流して倒れている」と110番通報した。男性はタクシーを呼び止め、「病院に連れて行ってほしい」と話し、運転手が「どうしたんですか」と尋ねると「刺された」と言い倒れたという。
被害者は背中を一突きされており、刺し傷は心臓近くまで達していた。そのため、病院に搬送された時には既に心肺停止の状態で翌日未明に死亡が確認された。抵抗した際にできる防御創は無く、背中をいきなり刃物で刺されたと見られている。
警視庁は殺人事件と断定して荒川警察署に捜査本部を設置。犯人は現場から逃走したと見て周辺の防犯カメラを解析するなどの捜査を開始した。

## 捜査経過
事件後の捜査本部の調べで、被害者は近所に住む当時24歳の会社員であることが判明した。現場は被害者の自宅まで僅か数十メートルのところであった。
以下のことが判明している。
- 犯行時刻頃に現場付近で男性同士の口論する声を近所の住民が聞いていた(特にとても怒った様子の中年の男性の声が聞こえていたという）[8]
- 凶器は発見されておらず、被害者の携帯電話や財布には手を付けられていなかったこと[2]
- 被害者は明るく社交的な性格で、周辺にトラブルなどは見当たらなかったこと[7]
- 多数の血痕があるにもかかわらず、足跡が残されていないことから犯人は被害者とは逆方向に逃走した可能性が高いこと

現場にコンビニ袋やお菓子が散乱していたことから被害者は午後9時40分頃にJR東日本日暮里駅を出た後、帰宅途中の午後9時40分から午後10時頃の間にコンビニエンスストアに寄ったことも判明した。
2012年（平成24年）11月28日、第32回捜査特別報奨金制度の対象事件に指定され、事件解決に結びつく情報を提供した者には300万円の懸賞金が支払われることとなった。その後も荒川警察署は日暮里駅前などで情報提供を呼びかけている。

## 防犯カメラの映像
その後、現場付近の防犯カメラに犯行時刻頃に現場に近づく男、事件後に現場から全力で走り去る不審な男が映っていた（2名は服装から同一人物のようにも見受けられるが、警視庁は断定していない）。男は犯行現場から南の方角、JR鶯谷駅方面に向かったことがわかっている。
警視庁はこの男（ら）が事件に関して何らかの事情を知っているとみて情報を求めている。